# Hardcore Never Dies
Hardcore Never Dies is een Nederlandse film uit 2023, geregisseerd door Jim Taihuttu naar een scenario dat hij samen schreef met Amira Duynhouwer. De hoofdrollen worden vertolkt door Joes Brauers, Jim Deddes en Rosa Stil.

## Verhaal
Ondanks dat zijn ouders er niks van willen weten, droomt de zeventienjarige Michael in de jaren 1990 van een toekomst als pianist. Hij meldt zich aan voor het conservatorium en geraakt met de hakken over de sloot naar de tweede ronde. Hij zal op zoek moeten gaan naar inspiratie om te slagen. en dan duikt zijn broer Danny onverwachts op en introduceert hem in de Rotterdamse gabberscene. Michael wordt een andere wereld ingezogen van snoeiharde beats en drugs en wanneer zijn broers illegale handel in pillen internationale proporties aanneemt, komen hun levens in gevaar.

## Rolverdeling
| Acteur              | Personage |
| ------------------- | --------- |
| Joes Brauers        | Michael   |
| Jim Deddes          | Danny     |
| Rosa Stil           | Priscilla |
| Joenoes Polnaija    | Hendrik   |
| Jordy Dijkshoorn    | Jeffrey   |
| Bob Schwarze        | vader     |
| Antoinette Akkerman | moeder    |
| Tim Huisman         | Nico      |

## Productie
De film wordt geproduceerd door New Amsterdam Film Company en Wrong Men en kwam tot stand met steun van het Nederlands Filmfonds en Netherlands Film Production Incentive. The Searchers bracht de film uit in 104 bioscopen. De filmopnames gingen van start in maart 2023.
De filmtrailer bevat het nummer "Ruffneck Rules Da Artcore Scene" van Juggernaut, ook bekend als DJ Ruffneck (Patrick van Kerckhoven), dat zelf een variatie is op Edvard Griegs "In de hal van de Bergkoning". Beide nummers zijn te horen in de trailer.

## Release en ontvangst
Hardcore Never Dies ging op 9 november 2023 in première. Vanaf 8 december 2023 is de film ook bij Prime Video te zien. De film ontving in december 2023 de Gouden Film-prijs omdat hij 100.000 bioscoopbezoekers haalde. Het Algemeen Dagblad gaf de film vier sterren en noemde "Jim Deddes weergaloos in vlammende ‘gabberfilm’". NRC gaf drie sterren en schreef: "Vooral tijdens scènes waarin Danny aan het dollen is, voelt de gabbercultuur dichtbij, realistisch, betoverend." Trouw gaf maar twee sterren en schreef: "Hardcore Never Dies is een film die het gabberdrama (gaat boertje naar de gallemieze?) mixt met een vrij clichématig misdaadlijntje". Tijdens het Nederlands Film Festival werd de film genomineerd voor tien Gouden Kalf-filmprijzen, waaronder die voor beste speelfilm. De film won uiteindelijk vier Gouden Kalf-prijzen.

## Prijzen en nominaties
De belangrijkste:
| Jaar | Prijs       | Categorie                  | Genomineerde(n)                                    | Uitslag     |
| ---- | ----------- | -------------------------- | -------------------------------------------------- | ----------- |
| 2024 | Gouden Kalf | Beste speelfilm            | Sander Verdonk, Thomas den Drijver en Jim Taihuttu | Genomineerd |
| 2024 | Gouden Kalf | Beste geluid (sounddesign) | Gijs den Hartogh                                   | Gewonnen    |
| 2024 | Gouden Kalf | Beste production design    | Ben Zuydwijk                                       | Gewonnen    |
| 2024 | Gouden Kalf | Beste muziek               | Gino en Jiri Taihuttu                              | Gewonnen    |
| 2024 | Gouden Kalf | Beste costume design       | Minke Lunter en John van Vlerken                   | Gewonnen    |